# Menhir de Kerlagade
Le menhir de Kerlagade (Kerlagat) est un menhir situé à Carnac dans le département français du Morbihan.

## Protection
Le menhir est classé au titre des monuments historiques en 1889.

## Description
Le menhir mesure 4,40 m de hauteur.